# EDRAM
eDRAM betyder "embedded DRAM" där DRAM står för Dynamic Random Access Memory och är kondensatorbaserat. Kretstypen är ofta integrerad i samma kapsel som huvudprocessorn eller ASIC-en till skillnad från externa DRAM-moduler och transistorbaserade SRAM som typiskt används som cache-minne.